# Jesper Modin
Pour les articles homonymes, voir Modin.
Jesper Modin, né le 4 juin 1988 à Sundsvall, est un fondeur suédois. 

## Carrière
Membre du club de Piteå, il est quatrième du sprint aux Championnats du monde junior 2007 (il est médaillé d'argent en 2008). Il fait ses débuts dans la Coupe du monde en mars 2007 à Stockholm (14e) et obtient son premier top dix en novembre 2008 au sprint de Kuusamo (8e) et son premier podium individuel (3e place) le 19 décembre 2009 à Rogla en sprint classique. En février 2010, il participe aux Jeux olympiques de Vancouver, où il se classe 18e du sprint classique.
En 2011, il est sélectionné pour ses premiers et seuls championnats du monde à Oslo, atteignant la finale du sprint pour terminer cinquième et prenant la septième position au sprint par équipes. En 2010-2011, il réalise ses meilleures performances dans la Coupe du monde, avec un podium en sprint par équipes à Liberec et une place de troisième général au classement de sprint, malgré aucun podium individuel. Même s'il gagne un sprint par équipes à Düsseldorf en compagnie de Teodor Peterson en décembre 2011, le bilan individuel est moins bon, terminant 25e au classement de sprint en Coupe du monde. Il est ensuite absent deux saisons en raison d'une maladie mystérieuse. Il revient pour la saison 2014-2015.
Il annonce la fin de sa carrière sportive en avril 2016.

## Palmarès

### Jeux olympiques
| Épreuve / Édition | Vancouver 2010 |
| Sprint classique  | 18e            |

### Championnats du monde
| Épreuve / Édition  | Oslo 2011 |
| Sprint libre       | 5e        |
| Sprint par équipes | 7e        |

### Coupe du monde
- Meilleur classement général : 22e en 2011.
- Meilleur classement en sprint : 3e en 2011.
- 1 podium en épreuve individuelle : une troisième place.
- 2 podiums en épreuve par équipes : une victoire et une deuxième place.

#### Différents classements en Coupe du monde
| Année     | Classement général final | Classement sprint | Classement distance |
| 2006-2007 | 112e                     | 54e               |                     |
| 2008-2009 | 60e                      | 25e               |                     |
| 2009-2010 | 26e                      | 10e               | 55e                 |
| 2010-2011 | 22e                      | 3e                | 67e                 |
| 2011-2012 | 66e                      | 25e               |                     |
| 2014-2015 | 154e                     |                   | 94e                 |

### Championnats du monde junior
- Médaille d'argent du sprint en 2008 à Mals.

### Coupe de Scandinavie
- 3e de la Coupe de Scandinavie en 2009.
- 3 victoires.

### Championnats de Suède
Il est champion national de sprint en 2011.